# Oliver Andreas Frank
Oliver Andreas Frank (* 1967 in München) ist ein deutscher Cembalist, Pianist und Fortepianist.

## Leben und Wirken
Oliver Andreas Frank studierte am Richard-Strauss-Konservatorium München  sowie an der Universität Mozarteum Salzburg Orgel, Klavier, Cembalo sowie Hammerflügel u. a. bei Christian Kroll, Benedikt Koehlen, Michael Eberth, Hans Rudolf Zöbeley und Wolfgang Brunner. Weitere Anregungen erhielt er von Bob van Asperen und Jesper Christensen.
Als künstlerischer Leiter der Gesellschaft Cara Musica betreut Frank eine Kammermusikreihe in Schloss Nymphenburg und der Münchner Residenz, die sich der historischen Aufführungspraxis widmet.
Er konzertierte in Deutschland und Österreich u. a. mit Marcello Gatti, Thomas Gropper, Rüdiger Lotter, Vaclav Luks, Sabine Lutzenberger, Susanne Kelling, Gerlinde Sämann, Judith Spiesser, Marion Treupel, und Markus Zahnhausen.
Etliche CD-Einspielungen, wie z. B. seine Einspielungen der Klavierkonzerte KV 488 und KV 449 W. A. Mozarts am Hammerflügel  oder seine Einspielung der Goldberg-Variationen J.S.Bachs, für die er ein eigenes Tempo-Relationen-Modell erdachte und umsetzte,  dokumentieren sein Wirken ebenso, wie Rundfunksendungen in Deutschland und Österreich (BR, ORF, WDR)
In der Ersteinspielung der Lieder von Juliane Benda-Reichardt komponierte er tonale Variationen und spielte sie zusammen mit der Sopranistin Judith Spiesser am Fortepiano ein.

## Tonaufnahmen
- 1997: Kollegen & Rivalen: Komponisten des Barock. Conventus Musicus
- 2000: Orgelrecital. Palaion records
- 2008: Wolfgang Amadeus  Mozart: Klavierkonzerte KV 488 & KV 449. Konzertarie KV 505. Palaion records
- 2017: Johann Sebastian Bach: Goldberg-Variationen. Palaion records
- 2020: Juliane Benda und Oliver Andreas Frank: Lieder 1782 & 2020. Palaion records